# Slovenská Futbalová Liga 7 2021
La Slovenská futbalová liga 2021 è  il campionato di football americano  a 7 giocatori, organizzato dalla SAAF.
Non essendo stato disputato il campionato a 11 giocatori è campionato di primo livello de facto.

## Squadre partecipanti
| Club              | Città  | Stadio | Sponsor ufficiale | Risultato nella stagione 2019 |
| ----------------- | ------ | ------ | ----------------- | ----------------------------- |
| Cassovia Steelers | Košice |        |                   |                               |
| Nitra Knights     | Nitra  |        |                   |                               |
| Žilina Warriors   | Žilina |        |                   |                               |
| Zvolen Patriots   | Zvolen |        |                   |                               |

## Stagione regolare

### Calendario

#### 1ª giornata
| Nitra 21 agosto 2021 | Nitra Knights | 18 – 6 referto | Zvolen Patriots | Kynek |

| Nitra 21 agosto 2021 | Zvolen Patriots | 8 – 24 referto | Žilina Warriors | Kynek |

| Nitra 21 agosto 2021 | Nitra Knights | 12 – 0 referto | Žilina Warriors | Kynek |

#### 2ª giornata
| Zvolen 28 agosto 2021 | Zvolen Patriots | 0 – 26 referto | Nitra Knights | Technická akadémia |

| Zvolen 28 agosto 2021 | Cassovia Steelers | 0 – 29 referto | Nitra Knights | Technická akadémia |

| Zvolen 28 agosto 2021 | Zvolen Patriots | 0 – 29 referto | Cassovia Steelers | Technická akadémia |

#### 3ª giornata
| Žilina 19 settembre 2021 | Žilina Warriors | 0 – 20 referto | Nitra Knights | Nededza |

| Žilina 19 settembre 2021 | Nitra Knights | 38 – 0 referto | Cassovia Steelers | Nededza |

| Žilina 19 settembre 2021 | Žilina Warriors | 55 – 6 referto | Cassovia Steelers | Nededza |

#### 4ª giornata
| Košice 25 settembre 2021 | Žilina Warriors | 35 – 0 (a tavolino) | Zvolen Patriots | Kavečany |

| Košice 25 settembre 2021 | Cassovia Steelers | 7 – 14 referto | Žilina Warriors | Kavečany |

| Košice 25 settembre 2021 | Cassovia Steelers | 7 – 0 referto | Zvolen Patriots | Kavečany |

### Classifica
La classifica della regular season è la seguente:
- PCT = percentuale di vittorie, G = partite giocate, V = partite vinte,  P = partite perse, PF = punti fatti, PS = punti subiti

| Pos. | Squadra           | PCT   | G | V | N | P | PF  | PS  |
| ---- | ----------------- | ----- | - | - | - | - | --- | --- |
| 1    | Nitra Knights     | 1.000 | 6 | 6 | 0 | 0 | 143 | 6   |
| 2    | Žilina Warriors   | .667  | 6 | 4 | 0 | 2 | 128 | 53  |
| 3    | Cassovia Steelers | .333  | 6 | 2 | 0 | 4 | 44  | 143 |
| 4    | Zvolen Patriots   | .000  | 6 | 0 | 0 | 6 | 21  | 134 |

## Verdetti
- Nitra Knights Campioni della Slovacchia 2021